# Chevry (Mancha)
Chevry foi uma comuna francesa na região administrativa da Normandia, no departamento Mancha. Estendia-se por uma área de 3,63 km². Em 2010 a comuna tinha 79 habitantes (densidade: 21,8 hab./km²).
Em 1 de janeiro de 2016, passou a formar parte da nova comuna de Moyon Villages.